# Epistrofeo
L'epistrofeo, o asse, è la seconda vertebra cervicale della colonna vertebrale.
La caratteristica fondamentale, che la distingue dalle altre vertebre cervicali, è la presenza di un rilievo osseo di forma grosso modo cilindrica, che si connette alla faccia superiore del corpo grazie ad una larga base, da cui si forma, superiormente un collo stretto, un corpo piuttosto voluminoso, che termina con un apice smusso.
Il dente o processo odontoideo dell'epistrofeo corrisponde, da un punto di vista filogenetico, al corpo dell'atlante, che ne è privo, fuso con quello dell'epistrofeo. Infatti il processo odontoideo costituisce l'asse attorno al quale l'atlante può girare, nei movimenti di rotazione della testa. Pertanto sono presenti due faccette articolari convesse rivestite di cartilagine ialina sul dente: una anteriore, che si articola con la fossetta per il dente dell'epistrofeo presente nell'arco anteriore dell'atlante, e una posteriore, che si articola con il legamento trasverso dell'atlante, che sorregge il dente nella posizione eretta. L'articolazione dell'epistrofeo con l'atlante è un ginglimo laterale, responsabile dei movimenti di rotazione del cranio rispetto all'asse del corpo.
Altra caratteristica è la mancanza di una incisura vertebrale superiore sulla faccia superiore, la quale nelle altre vertebre si sovrappone all'incisura vertebrale inferiore della vertebra soprastante, in modo tale da formare il foro intervertebrale (o foro di coniugazionvertebre cervicali.

## Articolazioni
- articolazione atlo-epistrofeica
- articolazione intervertebrale

## Patologia
Vi sono tre tipi di fratture a carico del dente dell'epistrofeo:
- Tipo I: frattura dell'apice del dente
- Tipo II: frattura della base del dente
- Tipo III: frattura del corpo di C2

## Galleria d'immagini

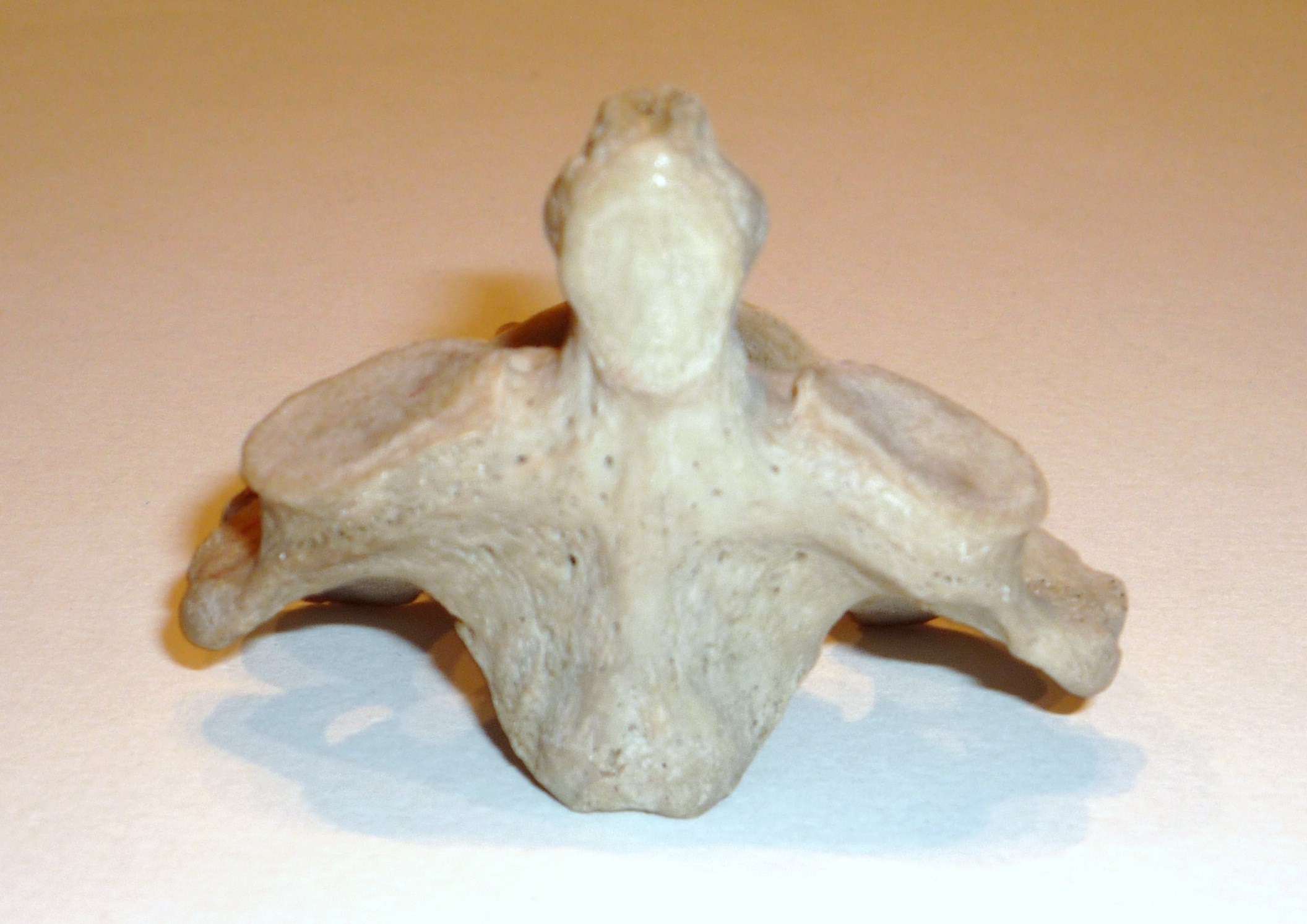
L'epistrofeo visto frontalmente, in evidenza il dente con la propria cartilagine articolare
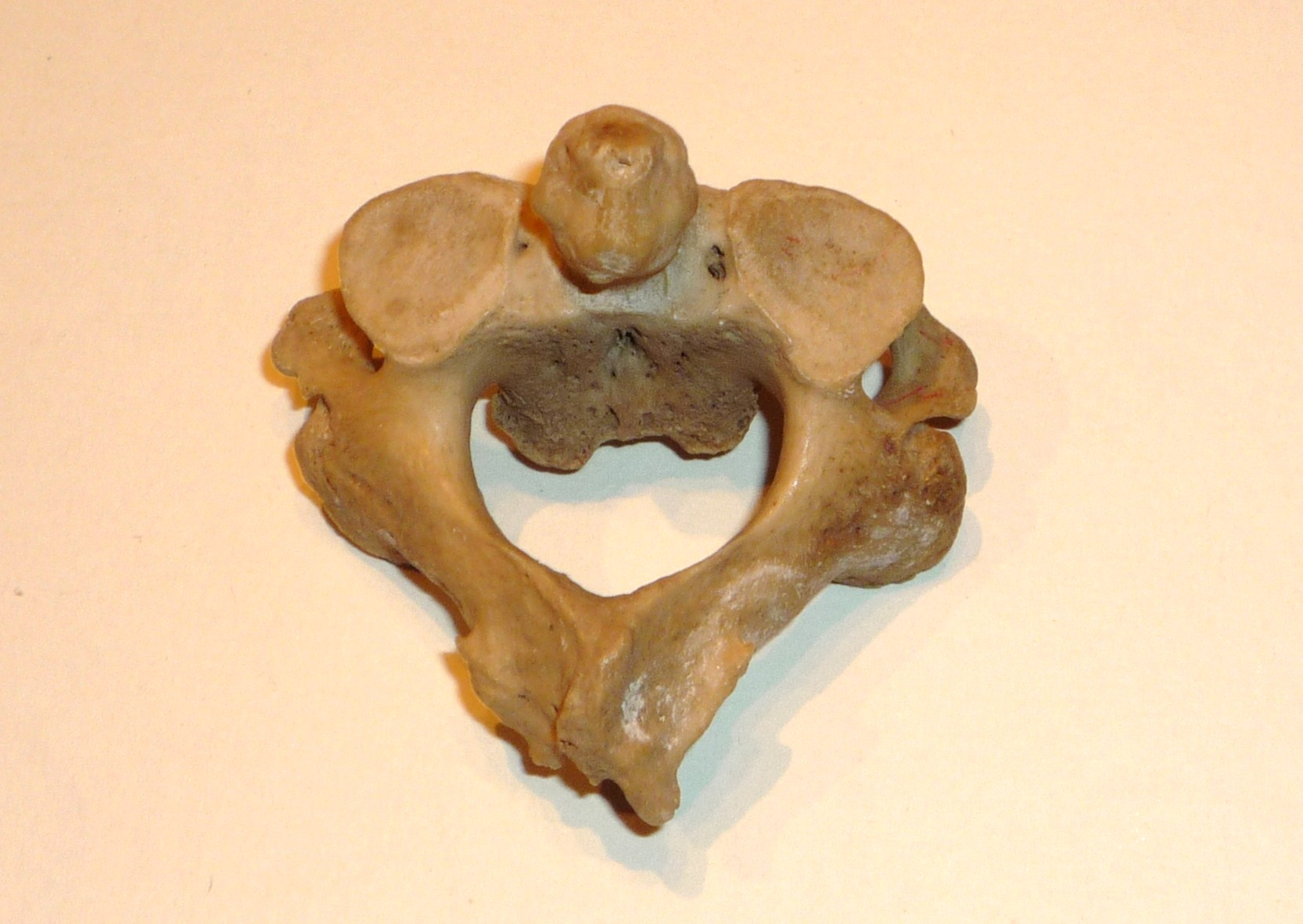
L'epistrofeo visto superiormente; si notano le faccette articolari per l'articolazione con l'atlante e il dente